# Po (departement)

Het door Fransen bezet Italië is aangegeven in lichtrood.

Po (1802-1814) was een Frans departement in het door Frankrijk geannexeerd Italië. Po behoorde tot de Eerste Franse Republiek en het Eerste Franse Keizerrijk onder Napoleon Bonaparte.
Na de Tweede Coalitieoorlog richtte de Fransen dit nieuwe departement op; ze gaven eerst de naam Eridanos, een rivier uit de Antieke Oudheid (1802). Doch Jean-Baptiste Jourdan wijzigde de naam in Po (1802), naar de moderne naam van de rivier Po. De hoofdplaats was Turijn, de hoofdstad van het afgeschafte koninkrijk Piëmont-Sardinië. Het departement kende één prefectuur, Turijn, en twee onderprefecturen: Pinerolo, verfranst tot Pignerol, en Susa. De laatste prefect was Alexandre de Lameth (1809-1813).
Vandaag komt het gebied overeen met de ondertussen afgeschafte provincie Turijn van Italië. De provincie is immers omgevormd tot de metropolitane stad Turijn.